# Imagología
La Imagología (imagology, имагология) se define como el saber teórico necesario para crear, desarrollar y mantener una Imagen Pública. En otro contexto, la imagología es considerada como una rama de la Filología, de la Comparatística y de la Lingüística que estudia las imágenes mentales o imagotipos.

## Orígenes
Acerca de la imagología: se ha dicho, entre otras cosas: [...] Los orígenes de la imagología hay que buscarlos en Jean-Marie Carré (Жан-Мари Карре) y su obra Les Écrivains français et le mirage allemand (Los escritores franceses y el espejismo alemán, French Writers and the German Mirage, Французские писатели и немецкий мираж), de 1947, y en Marius-François Guyard (Мариус-Франсуа Гийяр), en su obra La Littérature comparée (La literatura comparada, The Comparative Literature, Сравнительное литературоведение), de 1951 [...] Imagología. 

## Definición
Es un término habitualmente usado en filología, hermenéutica Intercultural, textología, paisología y estudios literarios en general (Kundera, 2003; Colectivo de autores, 1988; Moll, 1999; Moura, 1999; Sánchez, 2004; Colectivo de autores, 2004; López de Abiada, 2004; Ribeiro de Sousa, 2004), es un término conocido y reconocido en Europa por lo menos a partir de 1940. Imagología y Hermenéutica Intercultural son la misma cosa. “El poder de las imágenes –no importa si están en sintonía con la ‘realidad’– es indiscutible y de fácil percepción, como podemos constatar en el trato mutuo entre pueblos. Estereotipos, mentalidades, prejuicios, actitudes, imágenes y otros conceptos afines pueden ser sintetizados a través del abarcador concepto de ‘imagen’ hoy usado corrientemente. La investigación de las imágenes mentales es conocida entre tanto con el nombre científico de imagología, y se ha constituido en una rama joven de la comparatística o la literatura comparada. 

## Imagotipos
Las ‘imágenes en nuestra mente’ pueden ser llamadas ‘imagotipos’, que a su vez pueden ser diferenciados en ‘autoimagotipos’ y ‘heteroimagotipos’ (las imágenes que proyectamos en los demás). Los imagotipos son clichés sobre los pueblos y han sido materia de innumerables anécdotas itinerantes. Han cuajado, por ejemplo, en los imagotipos relacionados con la virilidad (Don Juan, Casanova, etc.). Hay, claro está, casi una infinidad de imagotipos, que pueden ser estudiados por la ciencia de la imagología sensu lato [...] Una de las características más sorprendentes e incluso relevantes de la literatura española es su capacidad de generar personajes y tipos y elevarlos a categorías simbólicas. Don Juan y don Quijote, La Celestina, obra literaria del siglo XVI, y la Judía de Toledo, el pícaro y don Carlos son los más conocidos, pero no los únicos. Unos son fruto de la capacidad creadora de un individuo concreto, otros tienen su origen en leyendas y algunos pocos en personajes históricos. Con el pasar del tiempo, estos personajes se han convertido en referencias culturales ineludibles, en iconos y emblemas identificatorios de la cultura española (don Quijote, don Juan, Carmen, el pícaro, el torero, el bandido, por ejemplo). Son, en suma, personajes seminales y esenciales que en cierto modo caracterizan la cultura y dan forma visible a determinados rasgos culturales que pueden plasmarse en imágenes e imagotipos.”[23] El término imagología también se ha utilizado para tratar imágenes de la cultura iberoamericana, como es el caso de: Juan A. Ortega y Medina (1987). Imagología del bueno y del mal salvaje. México, UNAM. Refiriéndome a esta rama de la Filología, he comentado (Ruano, 2003a): Creemos necesario recordar que, también y además, existen contextos sociales, grupos sociales, situaciones sociales, estratos sociales y hasta pueblos completos en donde las “alteraciones de la realidad” (?) son parte del modus vivendi habitual, cotidiano. Este es el caso de las culturas o sociedades utópicas y de las culturas o sociedades distópicas o cacotópicas, en las cuales, para bien o para mal –generalmente para mal–, la realidad siempre está alterada, siempre está distorsionada, y los lenguajes verbo-corporales no hacen otra cosa que expresar esa alteración, esa distorsión. Justamente por estas cuestiones anteriormente señaladas, es que tenemos que distinguir entre las imágenes sociales representadas en las culturas utópicas o “culturas con una vida tendiente al bien” y en las culturas distópicas o “culturas con una vida tendiente al mal”. Los términos utopía y distopía a veces se confunden, y ese es, justamente, un gran error imagológico. Aquí lo primero que haremos es recordar que la imagología, a través de los años, ha sido y sigue siendo, sin duda alguna, una rama trascendental de la Filología, de la Comparatística y también de la Lingüística, que ha ayudado y sigue ayudando, y mucho, de manera multidisciplinaria, a muy variadas otras ciencias sociales y ciencias humanísticas o ciencias humanas, independientemente de que con el término “imagología” se hayan creado y recreado en la actualidad muchos nuevos conceptos y subramas científicas del tratamiento de la imagen. De tal manera, mediante los análisis imagológicos, podemos hacer distinciones muy precisas entre “lo realmente bueno” a través de una imagen social, de una conducta comunicativa verbo-corporal, y “lo realmente malo” a través de una imagen social, de una conducta comunicativa verbo-corporal. Pasemos a ver estos detalles; pero ya en el plano de la literaturología, de la cinematografía, de la comunicología y de la producción televisiva en el continente americano, en donde se refleja “lo bueno” y “lo malo” de la historia y la actualidad de las tres grandes culturas en contacto en el área: mongoloides, caucasoides y negroides, además de la posible presencia australoide en nuestro continente, concretamente en la América del Sur, y más concretamente en el área del actual Perú y Chile [...]
Actualmente esta rama del conocimiento se ha formalizado dando incluso lugar a la creación de estudios a nivel licenciatura y maestría por una institución educativa en México.
El escritor checo Milan Kundera dedica un capítulo a la imagología en su libro La inmortalidad.

## Etimología
La palabra "imagología" parte de la raíz latina Imago, que significa imagen, y se define como la figura, representación, semejanza y apariencia de una cosa, y de logia, que es el estudio, la ciencia, la expresión de algo, término que a su vez se desprende de logos, que significa palabra.

## Imagen pública
La Imagen Pública se define como una percepción compartida que provoca una respuesta colectiva unificada. La imagen pública puede considerarse para una persona física (imagen personal) o para una persona moral (imagen institucional). Cada una de éstas se construye sobre la base de una serie de imágenes "subordinadas":
- La imagen física
- La imagen profesional
- La imagen verbal
- La imagen visual
- La imagen audiovisual
- La imagen ambiental[7]

La imagología se apoya en conocimientos de ciencias como la psicología, comunicación, antropología biológica, semiología, diseño y otras para estudiar y controlar los estímulos que una persona o institución emite y dan forma a estas imágenes subordinadas ante su público objetivo.

## Campo profesional
Los expertos en imagología (llamados imagólogos) suelen desempeñarse haciendo labores de consultoría, capacitación y coaching para empresas o individualmente. Este trabajo se enfoca principalmente a empresas y personajes del ambiente artístico y político, ya que estos grupos son los que de manera más común requieren transmitir un mensaje claro y definido a los segmentos de mercado o audiencias cuya atención buscan atraer. Los imagólogos transmiten a sus clientes conocimientos en torno a forma de vestir y arreglo personal, lenguaje corporal, protocolo, expresión verbal, mercadotecnia, relaciones públicas, etc.